# Gliese 229B
Gliese 229B is een bruine dwerg, en de eerste die algemeen als zodanig erkend werd. Gliese 229B is een kleine begeleider van Gliese 229, zelf ook niet meer dan een rode dwerg. De massa van Gliese 229B wordt geschat op 30 tot 50 maal de massa van Jupiter.
De ontdekking van Gliese 229B werd bekendgemaakt in oktober 1995, op dezelfde conferentie waarop ook de ontdekking van de eerste planeet buiten het zonnestelsel bekend werd gemaakt. De oppervlaktetemperatuur is 1200K, wat veel lager is dan zelfs de zwakste sterren. Eerdere bruine dwergen (ontdekt eerder in hetzelfde jaar) waren veel jonger en daardoor heter, en leverden daarom bij astronomen nog twijfels, die bij Gliese 229B niet aanwezig waren.
Na spectraalanalyse bleek dat de chemische samenstelling veel op die van Jupiter lijkt, in het bijzonder de aanwezigheid van methaan is opvallend.
In 2024 werd ontdekt dat Gliese 229B uit twee bruine dwergen bestaat.